# 태국 민간항공국
태국 민간항공국(태국어: กรมการบินพลเรือน, 영어: Thailand Department of Civil Aviation)은 2009년부터 2015년까지 태국 정부 부서였다. 1933년 상무부 교통부 산하국으로 설립되어 원래는 상업 항공국(Department of Commercial Aviation)으로 불렸다. 2009년에 민간 항공 부서가 되기 전에는 2002년 항공 교통부로 불렸다. 이 부서의 책임은 태국 민간 항공의 처방, 규제 및 감사 뿐만 아니라 태국 국영 민간 공항(태국의 국영 기업 공항이 운영하는 주요 국제 공항은 제외)의 관리를 포함한다.
2015년 10월, ICAO의 태국 항공 안전 등급의 하향 조정에 대한 구조 조정의 일환으로 DCA는 태국의 민간 항공 당국(CAAT)과 항공 통제 감독 기관, DCA에 의해 이전에 운영되었던 공항을 운영할 공항국이다.

## 2015 ICAO 안전 등급 하향 조정
2015년 3월 국제 민간 항공 기구(ICAO)는 DCA가 제시한 안전 계획을 거부했으며, 이는 곧 항공 안전 등급을 내려 줄 것을 요청했다. 2015년 1월 ICAO는 감사를 실시하여 일부 태국 항공사 예산의 안전 표준에 심각한 결함이 있음을 확인했다. "감사에 따르면 민간 항공국은 저비용 항공사에 대한 많은 규정을 간과했다"고 한 소식통은 말했다. "항공기 매뉴얼을 지상 사무실에 가지고 다니면서 기계적인 실수를 줄일 수 있는 비행기 두 대를 준비해 두는 것과 같은 간단한 일들은 모두 부족했다." ICAO는 DCA가 그때까지 결함을 수정할 수 없다면 2015년 6월 초에 태국의 안전 등급을 공식적으로 하향 조정할 것이라고 밝혔다. 안전 등급이 낮아지면 타이항공과 같은 주요 항공사를 포함해 태국에 등록 된 모든 항공사는 새로운 노선을 금지 할 수 있다(기존 경로는 정상적으로 계속된다). 일본과 한국은 이미 미래의 비행 계획에 대한 요청을 금지하고 태국에 등록 된 회사로부터의 모든 전세 항공편을 금지함으로써 가능한 다운 그레이드에 대응했다. 타이항공의 한 소식통은 민간 항공국(Department of Civil Aviation)을 "세부 사항에 대한 그들의 관심 부족은 우리 모두를 희생시키고있다."라고 비난했다.
2015년 4월 2일 태국 민간 항공 대표단은 한국의 제재를 막기 위해 서울로 출발했다. 그들은 한국인을 납득시키지 못했다. 3명의 태국 헌장 항공사는 "4월에 한국에 입국할 수 없다. 약 1 만 명의 승객이 영향을 받을 것이다."라고 밝혔다. 일본은 태국에 5월 11일부터 31일까지 힘든 기간 동안 일본을 계속 항해할 수 있도록 태국에 제재 조치를 취하했다.
ICAO는 인사 인허가 및 훈련, 감항성 평가 및 인증, 사고 조사 및 항공사 운영 감독을 평가한다. DCA는 태국에서 운항하는 항공사에게 운영 면허를 부여할 책임이 있다. ICAO의 우려 중 DCA가 불과 9개월 만에 22개 항공사에 영업 허가를 발급했다는 점이 우려된다. 현재까지 DCA는 2015년 3월 70개의 예정된 항공사 및 전세 항공사에 운영 허가를 발급했다. 61명은 여전히 운영 중이다. 이 중 41개가 전세기 운항 업체이다.
닥터 프래 랏(Dom Prayut) 총리는 이 문제에 대해 DCA에 13명의 항공 안전 검사관이 있다는 점을 지적하면서 인력 부족에 따른 것이라고 비난했다. DCA는 1,514명을 고용하고 있다.
2015년 4월 20일, 교통부 장관인 Prajin Juntong는 태국이 ICAO의 6월 마감일을 지키지 못할 것이라고 발표했다. 프라진 차관보는 기자들에게 "우리는 예상보다 오래 걸린다"고 말했다. "우리의 노력은 2015년 7월 중반까지 완료될 수 있다." 프라 치트 찬 오 차(Prrayut Chan-o-cha) 총리는 앞서 태국의 안전상의 단점을 "신속하게 해결"하기 위해 비상 사태 권력을 행사할 것이라고 밝혔다. ICAO 요구 사항은 최소 중반까지 항공 안전 매뉴얼을 작성하고 공표해야하며, 일단 완료되면 태국 내에서 운영하는 41개 항공사 (28개 외국 항공사 및 13개)의 재인증이 필요할 것이다.
2015년 5월 DCA는 태국이 국제 민간 항공기구(ICAO)가 제기 한 모든 주요 안전 문제를 다룰 때까지 연방항공국(FAA)에 2015년 7월 태국 민간 항공 운항 검사를 연기 할 것을 요청할 것이라고 발표했다.